# 国土交通部
国土交通部（こくどこうつうぶ、英語：Ministry of Land, Infrastructure and Transport, 略称：MOLIT）とは、大韓民国の国家行政機関で、日本の国土交通省に相当する。国土交通部の長を国土交通部長官と称し、国務委員が任命される。

## 沿革
- 1948年11月4日 - 交通部が発足。
- 1955年2月17日 - 復興部が発足。
- 1961年6月7日 - 復興部を建設部に名称変更。
- 1961年7月22日 - 建設部を新設の経済企画院に吸収し、その所属下に国土建設庁を置く。
- 1962年6月18日 - 国土建設庁を建設部に改編。
- 1963年9月1日 - 交通部の傘下に鉄道庁を設置。
- 1994年12月13日 - 建設部と交通部を統合して建設交通部が発足。
- 2005年1月1日 - 鉄道庁を廃止し、鉄道営業業務を韓国鉄道公社に譲渡（建設・保有業務は2004年に韓国鉄道施設公団へ移行）。鉄道公安事務所は建設交通部傘下機関として残った。
- 2008年2月29日 - 海洋水産部の海洋業機能を統合して、国土海洋部が発足。
- 2013年3月23日 - 国土交通部に改変。海洋業機能は海洋水産部へ。

## 役割
国土の総合開発計画の樹立と調整、国土と水資源の保全・利用及び開発、都市・道路及び住宅の建設、海岸・河川及び干拓、陸運・鉄道及び航空に関する事務を管掌する。

## 組織

### 幹部
- 長官
  - 報道官
    - 広報担当官

  - 長官政策補佐官
- 第1次官
  - 企画調整室長
    - 政策企画官
    - 非常安全企画官
    - 企画担当官
    - 創造行政担当官
    - 規制改革法務担当官
    - 財政担当官
    - 未来戦略担当官
    - 投資審査担当官
    - 国際協力通商担当官
    - 情報化統計担当官

  - 監査官
    - 監査担当官
- 第2次官

### 下部組織
| - 運営支援課 - 国土都市室 - 国土政策官 - 都市政策官 - 建築政策官 - 国土政策課 - 首都圏政策課 - 地域政策課 - 産業立地政策課 - 複合都市政策課 - 都市政策課 - 都市再生課 - グリーン都市課 - 建築政策課 - グリーン建築課 - 建築文化景観課 - 住宅都市室 - 住宅政策官 - 土地政策官 - 国土情報政策官 - 住宅政策課 - 住宅基金課 - 住居福祉企画課 - 住宅建設供給課 - 住宅整備課 - 土地政策課 - 不動産産業課 - 不動産評価課 - 新都市宅地開発課 - 国土情報政策課 - 空間情報企画課 - 地籍企画課 - 国家空間情報センター | - 建設政策局 - 技術安全政策官 - 建設経済課 - 海外建設政策課 - 海外建設支援課 - 建設人力機材課 - 技術政策課 - 技術基準課 - 建設安全課 - 水資源政策局 - 水資源政策課 - 水資源開発課 - 河川計画課 - 河川運営課 - 親水空間課 - 交通物流局 - 総合交通政策官 - 物流政策官 - 自動車政策課 - 自動車運営課 - 交通安全福祉課 - 交通政策調整課 - 都市広域交通課 - 新交通開発課 - 大衆交通課 - 物流政策課 - 物流施設情報課 - 物流産業課 | - 航空政策室 - 航空政策官 - 航空安全政策官 - 空港航行政策官 - 航空政策課 - 国際航空課 - 航空産業課 - 航空保安課 - 航行安全チーム - 運行政策課 - 運行安全課 - 航空技術課 - 航空管制課 - 航空資格課 - 空港政策課 - 空港安全環境課 - 航行施設課 - 航空統制センター事業チーム（2017年1月31日までの一時組織） - 道路局 - 道路政策課 - 幹線道路課 - 広域都市道路課 - 道路運営課 - 先端道路環境課 - 鉄道局 - 鉄道政策課 - 鉄道運営課 - 鉄道投資開発課 - 鉄道建設課 - 広域都市鉄道課 - 鉄道技術安全課 |

### 所属機関
| - 国交通人材開発院 - ソウル地方国土管理庁 - 議政府国土管理事務所 - 水原国土管理事務所 - 江華出張所 - 原州地方国土管理庁 - 洪川国土管理事務所 - 華川出張所 - 江陵国土管理事務所 - 襄陽出張所 - 旌善国土管理事務所 - 大田地方国土管理庁 - 論山国土管理事務所 - 忠州国土管理事務所 - 報恩国土管理事務所 - 礼山国土管理事務所 - 舒川出張所 - 益山地方国土管理庁 - 光州国土管理事務所 - 海南出張所 - 南原国土管理事務所 - 茂朱出張所 - 順天国土管理事務所 - 宝城出張所 - 全州国土管理事務所 - 釜山地方国土管理庁 - 晋州国土管理事務所 - 居昌出張所 - 浦項国土管理事務所 - 蔚珍出張所 - 栄州国土管理事務所 - 進永国土管理事務所 - 大邱国土管理事務所 - 尚州出張所 | - ソウル地方航空庁 - 金浦航空管理事務所 - 出張所（襄陽、原州、群山、清州） - 飛行点検センター - 釜山地方航空庁 - 済州航空管理事務所 - 出張所（麗水、蔚山、大邱、扶安、浦項、光州、泗川、蔚珍） - 漢江洪水統制所 - 河川情報センター - 洛東江洪水統制所 - 錦江洪水統制所 - 栄山江洪水統制所 - 鉄道特別司法警察隊 - - 鉄道警察隊センター（大田、天安、天安牙山、西大田、亀尾） - ソウル地方鉄道特別司法警察隊 - 鉄道警察隊センター（ソウル、清凉里、永登浦、龍山、水原、光明、富平、南春川） - 釜山地方鉄道特別司法警察隊 - 鉄道警察隊センター（釜山、東大邱、新慶州、亀浦） - 光州地方鉄道特別司法警察隊 - 鉄道警察隊センター（益山、光州、木浦、順天） - 栄州地方鉄道特別司法警察隊 - 鉄道警察隊センター（堤川、安東、東海） - 航空・鉄道事故調査委員会 - 中央土地収容委員会事務局 - 国土地理情報院 |

### 傘下機関
- 行政中心複合都市建設庁
- セマングム開発庁

#### 政府投資機関
- 韓国土地住宅公社
- 韓国水資源公社
- 韓国道路公社
- 韓国鉄道公社

#### 出資機関
- 韓国空港公社
- 仁川国際空港公社
- 韓国鑑定院
- 大韓住宅保証株式会社

#### 支援機関
- 国家鉄道公団
- 韓国施設安全技術公団
- 済州国際自由都市開発センター

#### 補助機関
- 交通安全公団

#### 委託機関
- 韓国建設交通技術評価院

## 歴代長官
| 代             | 氏名           | 氏名           | 在任期間       | 在任期間       | 備考           |
| 代             | 漢字表記       | ハングル表記   | 着任           | 退任           | 備考           |
| 建設交通部長官 | 建設交通部長官 | 建設交通部長官 | 建設交通部長官 | 建設交通部長官 | 建設交通部長官 |
| -------------- | -------------- | -------------- | -------------- | -------------- | -------------- |
| 初             | 呉明           | 오명           | 1994年12月24日 | 1995年12月21日 | 金泳三政権     |
| 2              | 秋敬錫         | 추경석         | 1995年12月21日 | 1997年3月5日   | 金泳三政権     |
| 3              | 李桓均         | 이환균         | 1997年3月6日   | 1998年3月3日   | 金泳三政権     |
| 4              | 李廷武         | 이정무         | 1998年3月3日   | 1999年5月24日  | 金大中政権     |
| 5              | 李建春         | 이건춘         | 1999年5月24日  | 2000年1月14日  | 金大中政権     |
| 6              | 金允起         | 김윤기         | 2000年1月14日  | 2001年3月26日  | 金大中政権     |
| 7              | 呉長燮         | 오장섭         | 2001年3月26日  | 2001年8月22日  | 金大中政権     |
| 8              | 金鎔采         | 김용채         | 2001年8月22日  | 2001年9月7日   | 金大中政権     |
| 9              | 安正南         | 안정남         | 2001年9月7日   | 2001年9月29日  | 金大中政権     |
| 10             | 林寅沢         | 임인택         | 2001年9月29日  | 2003年2月26日  | 金大中政権     |
| 11             | 崔鍾璨         | 최종찬         | 2003年2月27日  | 2003年12月28日 | 盧武鉉政権     |
| 12             | 姜東錫         | 강동석         | 2003年12月29日 | 2005年3月29日  | 盧武鉉政権     |
| 13             | 秋秉直         | 추병직         | 2005年4月6日   | 2006年11月15日 | 盧武鉉政権     |
| 14             | 李庸燮         | 이용섭         | 2006年12月11日 | 2008年2月29日  | 盧武鉉政権     |
| 国土海洋部長官 |                |                |                |                |                |
| 15             | 鄭鍾煥         | 정종환         | 2008年2月29日  | 2011年6月1日   | 李明博政権     |
| 16             | 権度燁         | 권도엽         | 2011年6月2日   | 2013年3月11日  | 李明博政権     |
| 17             | 徐昇煥         | 서승환         | 2013年3月11日  | 2013年3月23日  | 朴槿恵政権     |
| 国土交通部長官 |                |                |                |                |                |
| (17)           | 徐昇煥         | 서승환         | 2013年3月23日  | 2015年3月15日  | 朴槿恵政権     |
| 18             | 柳一鎬         | 유일호         | 2015年3月16日  | 2015年11月11日 | 朴槿恵政権     |
| 19             | 姜鎬人         | 강호인         | 2015年11月11日 | 2017年6月20日  | 朴槿恵政権     |
| 20             | 金賢美         | 김현미         | 2017年6月21日  | 2020年12月28日 | 文在寅政権     |
| 21             | 卞彰欽         | 변창흠         | 2020年12月29日 | 2021年4月16日  | 文在寅政権     |
| 権限代行       | 尹成元         | 윤성원         | 2021年4月17日  | 2021年5月13日  | 文在寅政権     |
| 22             | 盧炯旭         | 노형욱         | 2021年5月14日  | 2022年5月13日  | 文在寅政権     |
| 23             | 元喜龍         | 원희룡         | 2022年5月13日  | 2023年12月25日 | 尹錫悦政権     |
| 24             | 朴庠禹         | 박상우         | 2023年12月26日 | 2025年7月29日  | 尹錫悦政権     |
| 25             | 金潤徳         | 김윤덕         | 2025年7月31日  | 現職           | 李在明政権     |